# Acanthiza apicalis
Acanthiza apicalis е вид птица от семейство Pardalotidae. Видът е незастрашен от изчезване.

## Разпространение
Разпространен е в Австралия.